# Řád svatého Jakuba od meče (Brazílie)
Řád svatého Jakuba od meče celým názvem Císařský řád svatého Jakuba od meče (portugalsky: Imperial Ordem de Sant'Iago da Espada) byl řád Brazilského císařství odvozený od portugalského Řádu svatého Jakuba od meče.

## Historie a pravidla udílení
Řád byl odvozen od portugalského Řádu svatého Jakuba od meče, který pro Brazílii „znárodnil“ brazilský císař Petr I. Na rozdíl od portugalského řádu byl brazilský řád určen výhradně vojákům. Dne 9. září 1843 byl zbaven svého náboženského charakteru a stal se státním vyznamenáním. Nadále byl udílen ve třech třídách. Až do roku 1890 byl udílen jako státní řád. Byl zrušen přijetím ústavy První Brazilské republiky dne 24. února 1891.

## Insignie
Řádový odznak měl tvar červeně smaltovaného kříže svatého Jakuba. Kříž byl zlatě lemován.
Stuha byla tmavě fialová se zlatě lemovanými okraji.

## Třídy
Řád byl udílen v pěti třídách. Počet žijících členů řádu byl od roku 1843 limitován pouze u první třídy a to na dvanáct osob.
- velkokříž (Grã-cruz) – Řádový odznak se nosil na široké stuze spadající z ramene na protilehlý bok. Řádová hvězda se nosila na hrudi.
- komtur (Comendador) – Řádový odznak se nosil na stuze kolem krku. Řádová hvězda se nosila nalevo na hrudi.
- rytíř (Cavaleiro) – Řádový odkaz se nosil na stuze nalevo na hrudi. Řádová hvězda této třídě již nenáležela.

### Související článek
- Řád svatého Jakuba od meče